# Nationalsozialistische Kampfgruppe Großdeutschland
Die Nationalsozialistische Kampfgruppe Großdeutschland (NSKG) war eine neonazistische deutsche Organisation. Sie wurde im April 1972 durch den Waldarbeiter Manfred Knauber gegründet und umfasste über 25 Mitglieder aus Bayern und Nordrhein-Westfalen, darunter einige Unteroffiziere der Bundeswehr.
Die NSKG gab das Organ Der Nationalsozialist – Kampfschrift zur Befreiung Deutschlands aus der Knechtschaft heraus und bekannte sich zu Satzung und Parteiprogramm der NSDAP. Ein Teil der Mitglieder stammte aus der NPD. Ziel war der bewaffnete Kampf; nach eigener Aussage hatte die NSKG Kontakte zur PLO. Außerdem unterhielt sie Verbindungen zu der 1968 von Karl Jochheim gegründeten Sozialrevolutionären Nationalen Kampfgemeinschaft Deutschlands (SNKD), die ebenfalls militant und konspirativ ausgerichtet war und über Hand- und Faustfeuerwaffen, Funkgeräte und gefälschte Ausweise verfügte.
Am 11. Oktober 1972, fünf Wochen nach dem Münchner Olympia-Attentat, wurde die Gruppe durch die Polizei ausgehoben. Dabei wurden u. a. eine Maschinenkanone, drei Maschinengewehre, fünf Maschinenpistolen, diverse Gewehre, Sprengstoff, Panzerfaustgranaten und Handgranaten sowie Dokumente wie Operationspläne und Anleitungen zu Geiselnahmen gefunden.
Bei dem anschließenden Strafprozess wurden sechs Mitglieder wegen Mitgliedschaft in einer kriminellen Vereinigung und dem Verstoß gegen das Kriegswaffenkontrollgesetz zu Freiheitsstrafen verurteilt.